# Cumeeira (Penela)

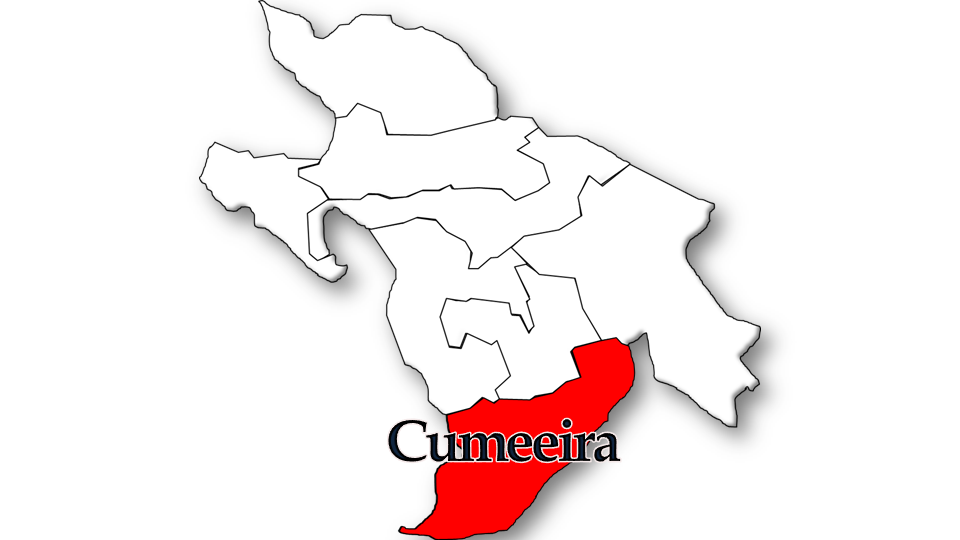
Localização da freguesia no Município de Penela

Cumeeira é uma povoação portuguesa sede da Freguesia de Cumeeira do Município de Penela, freguesia com 19,53 km² de área e 857 habitantes (censo de 2021), tendo, por isso, uma densidade populacional de 43,9 hab./km².

## Demografia
Nota: O censo de 1900 regista 1798 habitantes como estando presentes na freguesia à data do recenseamento.
A população registada nos censos foi:
| Distribuição da População por Grupos Etários | Distribuição da População por Grupos Etários | Distribuição da População por Grupos Etários | Distribuição da População por Grupos Etários | Distribuição da População por Grupos Etários |
| -------------------------------------------- | -------------------------------------------- | -------------------------------------------- | -------------------------------------------- | -------------------------------------------- |
| Ano                                          | 0-14 Anos                                    | 15-24 Anos                                   | 25-64 Anos                                   | > 65 Anos                                    |
| 2001                                         | 163                                          | 147                                          | 616                                          | 347                                          |
| 2011                                         | 116                                          | 109                                          | 522                                          | 325                                          |
| 2021                                         | 85                                           | 69                                           | 411                                          | 292                                          |